# Шипхорст
Шипхорст (њем. Schiphorst) општина је у њемачкој савезној држави Шлезвиг-Холштајн. Једно је од 131 општинског средишта округа Херцогтум Лауенбург. Према процјени из 2010. у општини је живјело 578 становника. Посједује регионалну шифру (AGS) 1053109.

## Географски и демографски подаци
Шипхорст се налази у савезној држави Шлезвиг-Холштајн у округу Херцогтум Лауенбург. Општина се налази на надморској висини од 68 метара. Површина општине износи 8,2 km². У самом мјесту је, према процјени из 2010. године, живјело 578 становника. Просјечна густина становништва износи 71 становника/km².